# Maxanapis
Maxanapis es un género de arañas araneomorfas de la familia Anapidae. Se encuentra en Australia.

## Especies
Según The World Spider Catalog 12.0:
- Maxanapis bartle Platnick & Forster, 1989
- Maxanapis bell Platnick & Forster, 1989
- Maxanapis bellenden Platnick & Forster, 1989
- Maxanapis burra (Forster, 1959)
- Maxanapis crassifemoralis (Wunderlich, 1976)
- Maxanapis dorrigo Platnick & Forster, 1989
- Maxanapis mossman Platnick & Forster, 1989
- Maxanapis tenterfield Platnick & Forster, 1989
- Maxanapis tribulation Platnick & Forster, 1989